# US Indoors 1986
Lo US Indoors 1986 è stato un torneo di tennis giocato sul sintetico indoor. È stata la 79ª edizione del torneo, che fa parte del Virginia Slims World Championship Series 1986. Si è giocato a Princeton negli USA dal 3 al 9 marzo 1986.

## Campionesse

### Singolare
Martina Navrátilová ha battuto in finale  Helena Suková con il punteggio di 3–6, 6–0, 7–6(5)

### Doppio
Kathy Jordan /  Elizabeth Smylie hanno battuto in finale  Hana Mandlíková /  Helena Suková con il punteggio di 6–3, 7–5